# ルイトガルト・フォン・ザルツヴェーデル
ルイトガルト・フォン・ザルツヴェーデル（Luitgard von Salzwedel, 1110年ごろ - 1152年1月29日）は、デンマーク王エーリク3世の王妃。

## 生涯
ルイトガルトはノルトマルク辺境伯およびシュターデ伯ルドルフ1世とリヒャルディス・フォン・シュポンハイム＝ラヴァントタールの間に生まれた。ノルトマルク辺境伯ルドルフ１世はザルツヴェーデルを本拠地としていた。ルイトガルトの父方の祖父はロタール・ウド3世である。父の死後、ルイトガルトはイェリホー近くの母の所領に住んだ。ゾンマーシェンブルク伯フリードリヒ2世（ザクセン宮中伯フリードリヒ4世）と結婚し4人の子供をもうけたが、1142年までに近親婚として結婚を解消された。1143年からブレーメン大聖堂の首席司祭であった弟ハルトヴィヒは、1143年または1144年にルイトガルドをデンマーク王エーリク3世と結婚させた。兄で子のなかったルドルフ2世が1144年に死去し、また弟ハルトヴィヒも子がなかったため、ルイトガルトとその子らはシュターデ伯領の相続人となった。しかし1148年、ハルトヴィヒはブレーメン大司教への選挙の際に、ハルトヴィヒの死の際に伯領を大司教区に遺贈することをブレーメン大聖堂参事会との間で取り決めたため、ルイトガルトの子供たちから相続権が奪われた。王妃として、ハルトヴィヒは乱倫であることと、夫エーリク3世を浪費に走らせたとして非難された。ルイトガルトは姦通で非難された後は夫と別れ、神聖ローマ帝国に追放された。
夫の死後、1148年にヴィンツェンブルク伯ヘルマン2世の2度目の妃となり、3人の娘をもうけた。ヒルデスハイム司教ベルンハルト1世のミニステリアーレは、1152年1月29日の夜、ベルンハルト1世の扇動により、乱暴で野心的なヘルマン2世と妊娠していた妃ルイトガルトをヴィンツェンブルクで殺害し、6,000ポンドの銀を盗んだ。

## 子女
ゾンマーシェンブルク伯フリードリヒ2世（ザクセン宮中伯フリードリヒ4世）との間に4子をもうけた。
- アダルベルト（1130年頃 - 1179年） - ザクセン宮中伯
- アーデルハイト（1184年没） - ガンダースハイム修道院長（1152/3年 - 1184年）およびクヴェードリンブルク修道院長（1161年 - 1184年）
- ゾフィー（1189/90年没） - ヴェッティン伯ハインリヒ1世（1142年2月27日 - 1181年8月30日）と結婚、チューリンゲン方伯ヘルマン1世と再婚。
- ディートリヒ - ザクセン宮中伯、甥ヴェッティン伯ハインリヒ2世の後見人

ヴィンツェンブルク伯ヘルマン2世との間に3女をもうけた。
- 娘（1149年 - 1204年以前） - 1170年にシュヴァルツブルク伯ハインリヒ1世（1184年7月26日没）と結婚、ヴェッティン伯ウルリヒ1世（姉ゾフィーの子、1170年頃 - 1206年9月28日）と再婚[1]。
- 娘（1150年 - ?） - 1166年にエストリズセン朝デンマーク王子マグヌス・ボリス（スウェーデン王マグヌス2世弟、1130年 - 1167年）と結婚
- ヘートヴィヒ（1151年 - ?） - ガンダースハイム修道院の修道女